# Secrets indiscrets
Secrets indiscrets (títol original: The Men's Club) és una pel·lícula dramàtica estatunidenca de 1986 dirigida per Peter Medak, basada en la novel·la homònima de Leonard Michaels. És protagonitzada per Roy Scheider, Harvey Keitel, Frank Langella, Treat Williams, David Dukes i Richard Jordan. Està doblada al català.

## Argument
Una colla d'amics s'emborratxen, i passen una nit en un bordell de classe alta de San Francisco.

## Repartiment
- David Dukes com Phillip
- Richard Jordan com Kramer
- Harvey Keitel com Solly Berliner
- Frank Langella com Harold Canterbury
- Roy Scheider com Cavanaugh
- Craig Wasson com Paul
- Treat Williams com Terry
- Stockard Channing com Nancy
- Gina Gallego com Felicia
- Cindy Pickett com Hannah
- Gwen Welles com Redhead
- Penny Baker com Lake
- Claudia Cron com Stacey
- Ann Dusenberry com Page
- Jennifer Jason Leigh com Teensy
- Ann Wedgeworth com Jo